# Didea
Didea là một chi ruồi trong họ Syrphidae.